# Amtsgericht Rodenberg

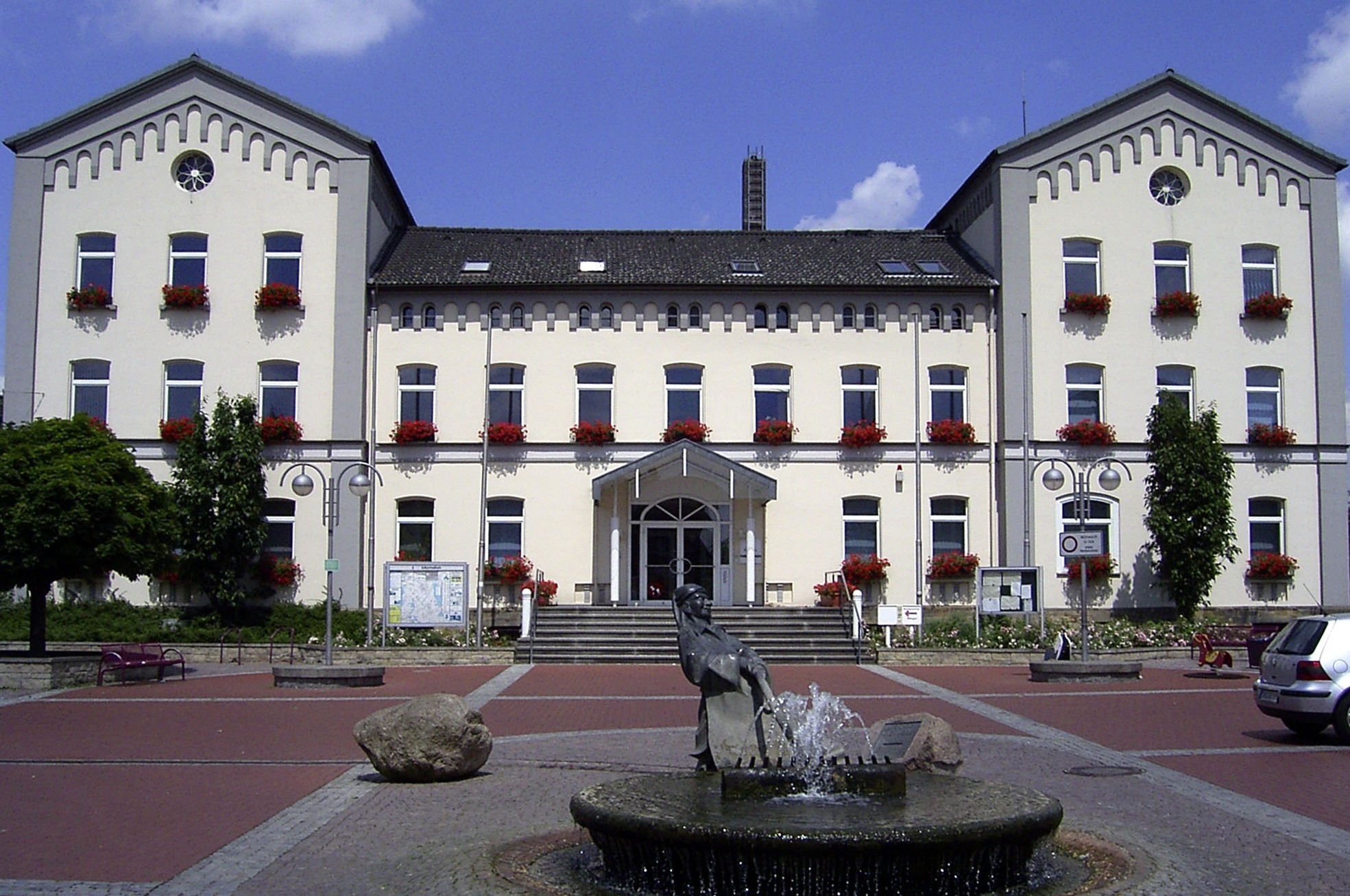
Ehemaliges Amtsgericht

Das Amtsgericht Rodenberg war ein deutsches Amtsgericht mit Sitz in Rodenberg.

## Geschichte
In Oldendorf bestand das kurhessische Justizamt Rodenberg als Eingangsgericht. Mit der Annexion des Kurfürstentums Hessen wurden 1867 in der nunmehr preußischen Provinz Hessen-Nassau preußische Kreisgerichte gebildet, denen Amtsgerichte nachgeordnet waren. So entstand das Kreisgericht Rinteln als eines von sechs Kreisgerichten im Regierungsbezirk Kassel und das Amtsgericht Rodenberg als eines von vier Amtsgerichten im Sprengel des Kreisgerichtes Rinteln.
Mit dem Inkrafttreten des deutschen Gerichtsverfassungsgesetzes am 1. Oktober 1879 wurden reichsweit einheitlich Amts-, Land- und Oberlandesgerichte geschaffen. Das Amtsgericht Rodenberg blieb bestehe und war nun dem Landgericht Hannover nachgeordnet.
Sein Gerichtsbezirk umfasste nun aus dem Kreis Rinteln die Stadtbezirke Oldendorf und Sachsenhagen und die Gemeindebezirke Algesdorf, Apelern, Auhagen, Beckedorf, Düdinghausen, Groß Hegesdorf, Groß Nenndorf, Haste, Helsinghausen, Hohnhorst, Horsten, Idensermoor, Kleinhegesdorf, Klein Nenndorf, Kreuzriehe, Lyhren, Nenndorf, Ohndorf, Ottensen, Rehren, Reinsdorf, Rheinsen, Riehe, Riepen, Schöttlingen, Soldorf und Waltringhausen sowie die Gutsbezirke Haste (Oberförsterei), Rodenberg und Sachsenhagen. Am Gericht bestand 1880 eine Richterstelle. Das Amtsgericht war damit ein kleines Amtsgericht im Landgerichtsbezirk. Gerichtstage wurden in Sachsenhagen gehalten.
Im Jahre 1974 wurde das Amtsgericht Rodenberg aufgehoben. Die Aufgaben übernahm das Amtsgericht Stadthagen.

## Amtsgerichtsgebäude
Das Amtsgerichtsgebäude Amtsstraße 5 steht gemeinsam mit dem benachbarten Gefängnis unter Denkmalschutz.